# Juan Velasco Damas
Juan Velasco Damas (Sevilha, 17 de maio de 1977) é um ex-jogador de futebol espanhol.

## Carreira
Juan Velasco representou a Seleção Espanhola de Futebol na Eurocopa de 2000.